# Fabronia dentata
Fabronia dentata är en bladmossart som beskrevs av W. P. Schimper in Jaeger 1878. Fabronia dentata ingår i släktet Fabronia och familjen Fabroniaceae. Inga underarter finns listade i Catalogue of Life.